# The Movement (Literatur)
Als The Movement wird eine lose Gruppe von englischen Schriftstellern der 1950er-Jahre bezeichnet.
Der Begriff wurde 1954 erstmals in der Zeitschrift The Spectator gebraucht, um eine vermeintliche anti-romantische und anti-modernistische Gemeinsamkeit in den Werken von Donald Davie, Thom Gunn, Kingsley Amis, Iris Murdoch und John Wain zu charakterisieren. Zwei Anthologien, Poets of the 1950s (1955) und New Lines (1956), brachten auch D. J. Enright, Robert Conquest (die jeweiligen Herausgeber), Philip Larkin und Elizabeth Jennings in Verbindung mit The Movement.
Die Anti-Romantik und der Anti-Modernismus des Movement werden oft in der Abneigung gegen ein Übermaß an Gefühlen und gegen stilistische Experimente gesehen sowie in der daraus resultierenden formalen, sprachlichen und inhaltlichen Klarheit der Werke, die dem Movement zugeordnet werden. In der Literaturwissenschaft besteht allerdings Unklarheit darüber, ob es sich bei The Movement um eine bewusste, wirkliche Bewegung der genannten Autoren handelte; außerdem werden die anfängliche Pauschalkritik am Anti-Modernismus und der Vorwurf, dieser habe die Entwicklung der englischen Lyrik behindert, heute nur noch bedingt unterstützt.
The Movement verblasste allmählich mit dem Aufkommen von The Group und der Angry Young Men.